# Domingo Vélez de Vergara
Domingo Vélez de Vergara (ante 1632 - post 1644) Impresor y librero.  Nacido en Haro, afincado en Estella como librero, casó en 1632 con Felipa Rodríguez, viuda de Carlos de Labayen y consecuentemente tomó el mando del negocio de imprenta y librería que esta había heredado. El  matrimonio no tuvo hijos.
Su esposa falleció a los cinco años, en 1637, y en el testamento dispuso la venta de la imprenta, pero Domingo Vélez la retrasó durante siete años, hasta que fue obligado a ello por sentencia judicial promovida por los herederos de su mujer.
Al poco de enviudar se casó con Catalina Pagés. Tampoco en esta ocasión debió de tener descendencia.
El balance de los doce años (1632-1644) que estuvo al frente del taller y de imprenta y librería es rotundamente negativo: solo se conocen dos libros impresos.  Al final, en 1644, arruinado, encarcelado por insolvente y obligado por el juez, tuvo que malvender el negocio a su cuñado Martín de Labayen.

## Vida y trabajo
Natural de Haro, trabajó como librero en Estella, sin demasiada fortuna, hasta que contrajo matrimonio, el 22 de diciembre de 1632, con Felipa Rodríguez, que pocos meses antes había quedado viuda de Carlos de Labayen, de cuyo negocio se hizo cargo. Por este motivo pasó a vivir en Pamplona. 
El matrimonio inicialmente residió en la plaza del Consejo Real de Navarra, en el mismo edificio donde tenía un puesto de venta de libros –“cajón”. En este lugar, al amparo de los tribunales, se encontraban buena parte de los puestos de venta de libros de la capital navarra, tanto los estables como los que se montaban cada día.
Vivió alquilado en la calle Tornerías donde también estaban ubicados el taller de imprenta y la librería. 
Tras la boda con Felipa Rodríguez se hace cargo de una imprenta que entra en declive, lo que contrasta con el progreso que experimenta la que, por esas fechas, acaba de abrir su cuñado Martín de Labayen. Sin embargo, hereda los oficios de impresor del Reino y de la ciudad de Pamplona, que representan unos ingresos anuales de cuarenta ducados en total.
Sea como fuere, Domingo Vélez atiende encargos de poca relevancia y el comercio de libros se reduce al “cajón” de los soportales del Consejo Real. 
Al cabo de cinco años, en 1637, enviudó y más adelante casó con Catalina Pagés.

## Sociedad de impresores (1639-1640)
El 14 de diciembre de 1639, mediante escritura pública, Domingo Vélez constituye con Sancho de Istúriz una sociedad para realizar trabajos de impresión. 
Vélez aporta el taller de imprenta y su oficio de tipógrafo mientras que su socio solamente su trabajo. 
La determinación de Domingo Vélez de continuar con la imprenta no se corresponde con la voluntad de su esposa, fallecida hacía dos años, que había dispuesto su venta. 
Sea como fuere, la sociedad se constituye y se establece que los beneficios serán a partes iguales. Vélez se encargará de contratar los encargos y mantendrá fuera de la sociedad su negocio de librería.
Al cabo de medio año, el 9 de julio de 1640, la compañía se amplía con la incorporación de Martín de Labayen, que, como se ha adelantado, era cuñado por parte de su primera mujer, Felipa Rodríguez. 
Con la llegada del nuevo socio los beneficios y gastos ahora se distribuyen en tres partes iguales; en caso de enfermedad el afectado seguirá cobrando su parte y el que quebrantase lo pactado pagará cincuenta ducados.
Sancho de Istúriz, al tiempo que forma sociedad con Vélez de Vergara, crea otra para la fabricación de aguardiente. Al parecer descuida su trabajo en la imprenta para atender al negocio de licores, lo que provoca el descontento de sus socios impresores, Vélez y Labayen, que por este motivo dejan de pagarle los beneficios. 
Istúriz reclamó judicialmente los abonos pendientes y, al fin, al cabo de tres años, en 1644, una sentencia obligó a abonarle 915 reales por beneficios obtenidos en los once meses que estuvo en funcionamiento la sociedad.
Al parecer la relación de Vélez con Martín de Labayen también se quebró, ya que mientras en 1642 había firmado con este el Cuaderno de Leyes, dos años más tarde, el correspondiente a la asamblea de 1644, lo imprime por su cuenta, proclamando su condición de Impresor del Reino.

## Venta de la imprenta por sentencia judicial (1644)

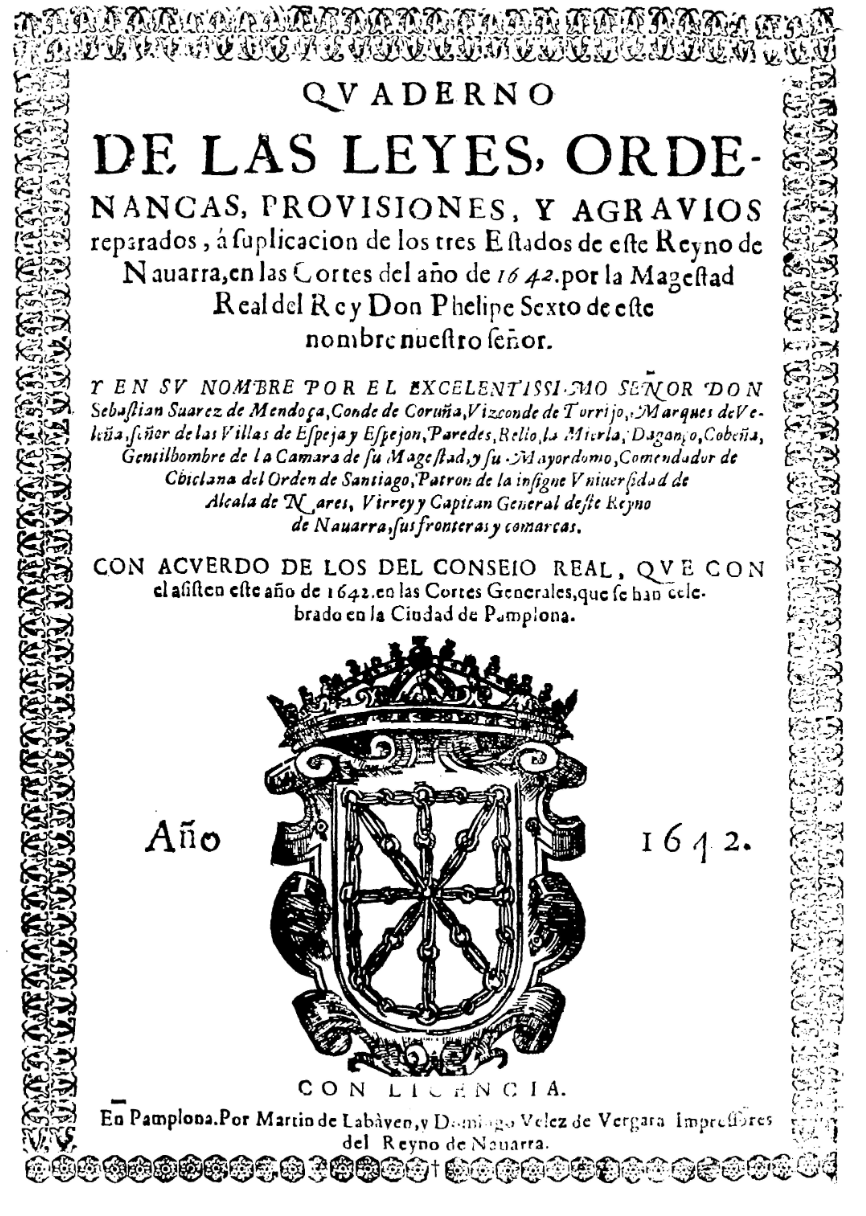
"Quaderno" de las leyes aprobadas en la Cortes de Navarra de 1642 impreso por Martín de Labayen y Domingo Vélez de Guevara, que compartían el cargo de "Impressores del Reyno de Navarra"

En su testamento, Felipa Rodríguez excluye a su marido de la herencia y ordena la venta de la imprenta para pagar preferentemente los sufragios por su alma que ella había encargado. Aunque reconoce “lo mucho que ha cuidado de mí y en trabajar en el oficio de la imprenta” y las atenciones dispensadas en la enfermedad, solo concede a su marido el “cajón” de la plaza del Consejo Real y los primeros cien ducados de la venta de la imprenta, que estima producirá quinientos en total, aunque se lamenta de no “tener mucho más para poderle dejar”.
Sea por lo que fuere, posiblemente influido por su segundo matrimonio, Domingo Vélez retrasó la venta del taller y con ella el pago de las mandas testamentarias, hasta que, al cabo de siete años, en 1644, los tribunales sentenciaron su adjudicación “al más dante”.
El retraso en el pago de las mandas afectaba a los herederos, como era el caso de Isabel de Labayen, sobrina de Felipa Rodríguez, a la que correspondían cien ducados. Para cobrarlos tuvo que presentar una demanda judicial en 1643, que se resolvió a su favor al año siguiente.
Vélez tuvo tiempo para imprimir el Cuaderno de las Cortes de 1644, pero enseguida sus bienes fueron embargados y acabó en la cárcel por insolvente. Martín de Labayen se hizo con el utillaje restante y, como familiar y deudor, corrió con los gastos de su entierro.

## Producción de libros
Sorprende la irrelevante actividad de la imprenta de Domingo Vélez de Vergara, al menos en lo que concierne a la impresión de libros, puesto que, en los doce años en que estuvo al frente de la misma, solo se conocen dos, que, como ya se ha apuntado, se trata de los Cuadernos de Leyes correspondientes a las celebradas en Pamplona en 1642, que sacó a la luz con la colaboración de su socio Martín de Labayen, y en 1644 que firmó el solo. 
Cabe señalar que entre marzo y agosto de 1637 se celebraron cortes del Reino, también en Pamplona, cuyas resoluciones no se debieron de  imprimir, toda vez que no se conoce un solo ejemplar referido a esta convocatoria. 
Sea como fuere, las dos únicas obras impresas con el nombre de Domingo Vélez son aquellas que forzosamente tenía que imprimir en virtud de su oficio de Impresor del Reino de Navarra, por el que recibía cada año veinte ducados.